# Коларова, Теодора
Теодора Коларова (болг. Теодора Коларова; род. 29 мая 1981, Варна) — болгарская легкоатлетка, специалистка по бегу на средние и короткие дистанции. Выступала на профессиональном уровне в 1998—2015 годах, чемпионка Балкан, многократная чемпионка Болгарии, победительница и призёрка ряда крупных международных стартов, действующая рекордсменка страны в беге на 800 метров в помещении, участница чемпионата мира в Хельсинки.

## Биография
Теодора Коларова родилась 29 мая 1981 года в городе Варна, Болгария.
Впервые заявила о себе в лёгкой атлетике в сезоне 1998 года, когда в беге на 800 метров выиграла молодёжное первенство Болгарии в Софии.
В 2004 году впервые стала чемпионкой Болгарии на дистанции 800 метров, выиграла и зимнее, и летнее первенства страны. Попав в состав болгарской сборной, завоевала бронзовые награды на чемпионате Балкан в помещении в Пеании и на чемпионате Балкан в Стамбуле.
Будучи студенткой, в 2005 году представляла Болгарию на Всемирной Универсиаде в Измире, где в дисциплине 800 метров стала седьмой. Также в этом сезоне стартовала на чемпионате мира в Хельсинки.
В 2006 году бежала 800 метров и эстафету 4 × 400 метров на чемпионате мира в помещении в Москве. На чемпионате Европы в Гётеборге заняла в тех же дисциплинах шестое и восьмое места соответственно, причём в беге на 800 метров установила свой личный рекорд — 2:00.00.
В 2007 году на зимнем чемпионате Балкан в Пирее выиграла серебряную медаль, установив при этом ныне действующий рекорд Болгарии на дистанции 800 метров в помещении — 2:00.07. Среди прочего выступила на чемпионате Европы в помещении в Бирмингеме. В ходе данного сезона Коларову уличили в нарушении антидопинговых правил — её проба показала повышенное содержание тестостерона. В итоге спортсменку отстранили от участия в соревнованиях на 2 года, и часть её результатов в этом сезоне была аннулирована.
По окончании срока дисквалификации в 2010 году Теодора Коларова возобновила спортивную карьеру и вернулась в состав национальной сборной.
В 2011 году в 800-метровом беге стартовала на чемпионате Европы в помещении в Париже, но не смогла преодолеть предварительный квалификационный этап.
В 2012 году принимала участие в чемпионате Европы в Хельсинки, в полуфинал 800 метров не вышла.
В 2013 году дошла до полуфинала на чемпионате Европы в помещении в Гётеборге.
Завершила спортивную карьеру по окончании сезона 2015 года.